# Gutssee
Der Gutssee (früher: Wagenschützens See, Rittergutssee) ist ein kleiner, 12 Hektar umfassender Natursee auf der Gemarkung von Streganz, einem Ortsteil der Gemeinde Heidesee im Brandenburger Landkreis Dahme-Spreewald. Das Gewässer ist Teil des Naturparks Dahme-Heideseen.

## Lage und Naturraum
Der Gutssee liegt unmittelbar nördlich des Streganzer Dorfkerns. Rund 550 Meter südöstlich der Dorfaue des Rundlingsdorfes folgt der Linowsee, Teil des Naturschutzgebiets Linowsee-Dutzendsee, das sich in einer vermoorten Talung weiter nach Südosten bis nach Schwerin zieht. Die Region gehört zum Ostbrandenburgischen Heide- und Seengebiet, das in den Naturräumlichen Haupteinheiten Deutschlands als Nr. 82 geführt wird. Die zahlreichen Seen des Gebiets sind ein Relikt des Brandenburger Stadiums (24.000 bis 22.000) der Weichsel-Eiszeit.

## Hydrologie
Der nahezu kreisrunde Gutssee hat einen Durchmesser von rund 400 Metern und eine Fläche von 12 Hektar. Der Seespiegel liegt in etwa auf 38 m ü. NHN. Ein Fließ führt ihm vom Linowsee Wasser zu. Die Entwässerung erfolgt nach Norden über einen Graben, der in den Hauptgaben A mündet. Der Hauptgraben wiederum verläuft nach Südosten und mündet in den Schweriner See, von dem die Wasser über verschiedene Seen, Fließe und Kanäle in die Spree gelangen. Der größte Teil des Sees ist von einem, stellenweise ausgeprägten, Schilfgürtel umgeben.

## Geschichte

### Ersterwähnungen und Namen

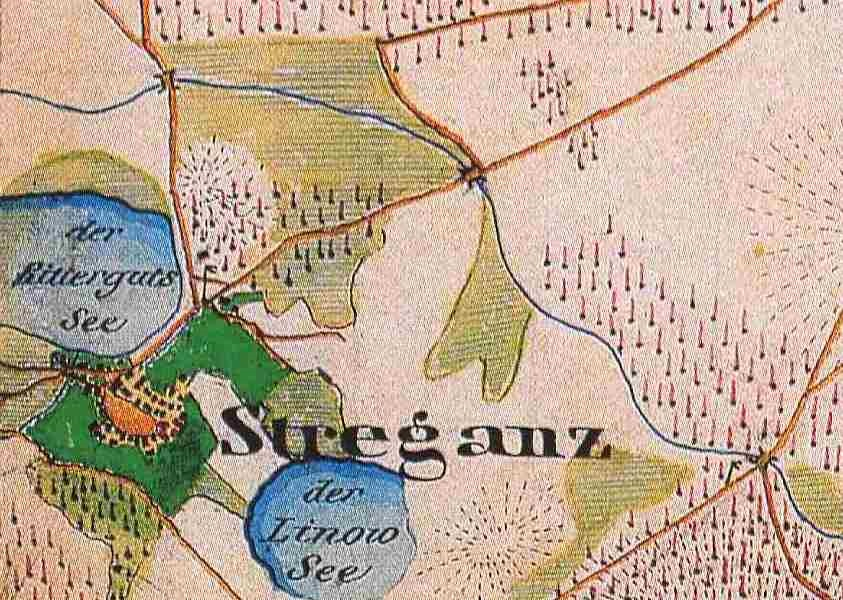
Der See in der Preußischen Uraufnahme von 1844

Das Gewässer wurde erstmals im Jahr 1767 als der Wagenschützensche See in einer Karte verzeichnet. 1776 erfolgte ein Eintrag als Wagenschützens See. Benannt war er in dieser Zeit nach der Familie von Wagenschütz, die den Rittersitz Streganz, für den 1774 114 Einwohner angegeben werden, zwischen 1756 und 1777 besaß. Das Urmesstischblatt der Preußischen Uraufnahme bezeichnete den See 1844 als Rittergutssee. Als Rittergut ist Streganz seit 1837 belegt. Auf dem um 1900 erstellten Messtischblatt der Preußischen Neuaufnahme folgte die heutige Schreibweise Gutssee. Benannt ist der See also nach dem Gut zu Streganz. Der Ort selbst wurde bereits 1321 als Stregantcz ersterwähnt.

### Seit 2014 im Gemeindebesitz

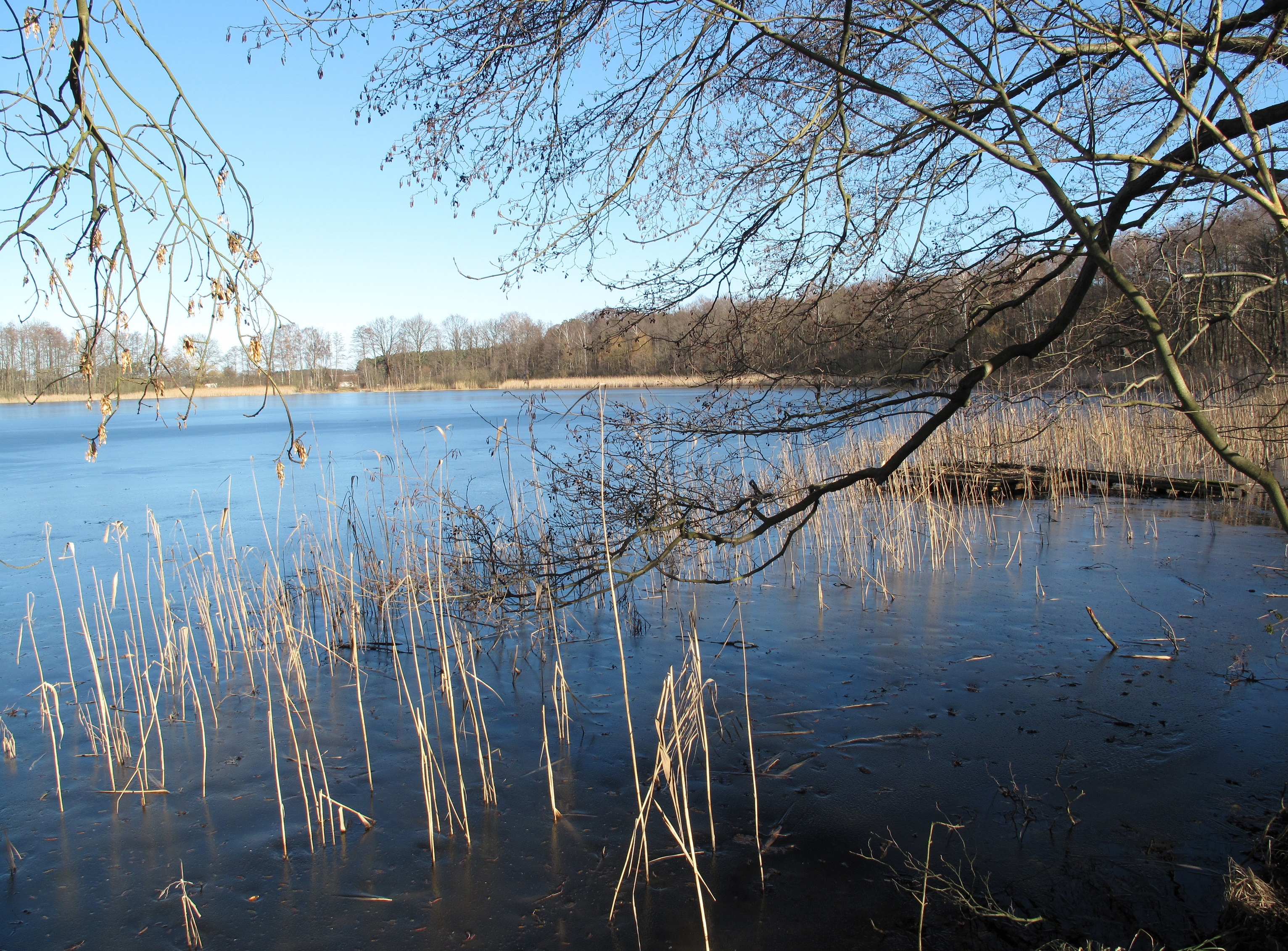
Blick vom Südufer nach Nordosten

Der See stand bis Mitte 2012 unter der Verwaltung der BVVG Bodenverwertungs- und -verwaltungs GmbH, einem Unternehmen der Bundesrepublik Deutschland für die Verwaltung, Verpachtung und den Verkauf von land- und forstwirtschaftlichen Flächen auf dem Gebiet der neuen Bundesländer. Um die vom Bund vorgesehene Privatisierung von Brandenburger Gewässern zu verhindern, setzte die Landesregierung 2012 aufgrund von Protesten von Anwohnern, Umweltverbänden und Politikern nach zweijährigen Verhandlungen den Kauf von 80 betroffenen Gewässern für knapp vier Millionen Euro durch, darunter der Gutssee. Wie die Diplom-Agronomin und Politikerin Bettina Fortunato (Die Linke), Abgeordnete des Landtages Brandenburg, mitteilte, bildete die Landesregierung eine interministerielle Arbeitsgruppe, um die Interessenlagen für die einzelnen Seen zu sondieren und gegebenenfalls die Übertragung an interessierte Kommunen vorzubereiten. Für die künftige Nutzung sollten die Tourismusentwicklung, Fischereiwirtschaft, der Natur- und Gewässerschutz sowie kommunale Interessen im Vordergrund stehen. 2013 bot das Land interessierten Kommunen verschiedene Seen aus dem Paket zur kostenfreien Übernahme an, der Gemeinde Heidesee den Gutssee und den Ziestsee. 2014 beschloss die Gemeinde Heidesee, das Angebot für beide Seen anzunehmen.